# Makoto Sakaguchi
Makoto Sakaguchi (Prefettura di Kanagawa, 23 dicembre 1996) è un attore giapponese famoso per aver recitato nei film Tokyo Tribe e Yakuza Apocalypse.

## Filmografia
- Tokyo Tribe, regia di Sion Sono (2014)
- Yakuza Apocalypse (Gokudō Daisensō), regia di Takashi Miike (2015)
- Max the Movie, regia di Yūdai Yamaguchi - cortometraggio (2016)
- Re: Born, regia di Yūji Shimomura (2016)